# (3013) Доброволева
(3013) Доброволева (лат. Dobrovoleva) — типичный астероид главного пояса, открыт 23 сентября 1979 года советским астрономом Николаем Черных в Крымской астрофизической обсерватории и 18 сентября 1986 года назван в честь советского астронома Олега Добровольского.

## Обнаружение и именование
(3013) Доброволева
Открыт 23 сентября 1979 года в Научном Н. С. Черных.
Назван в честь заведующего отделом кометной астрономии Института астрофизики Таджикской академии наук в Душанбе Олега Васильевича Добровольского (1914—1989), хорошо известного своими исследованиями по физике комет.
Оригинальный текст (англ.)3013 Dobrovoleva
Discovered 1979-09-23 by Chernykh, N. at Nauchnyj.
Named in honor of Oleg Vail'evich Dobrovol'skij (1914—1989), head of the Cometary Astronomy Department of the Institute of Astrophysics of the Tadjik S.S.R. Academy of Sciences in Dushanbe, well known for his research on the physics of comets.
Источники: DISCOVERY.DB; M.P.C. 11159.

## Орбита

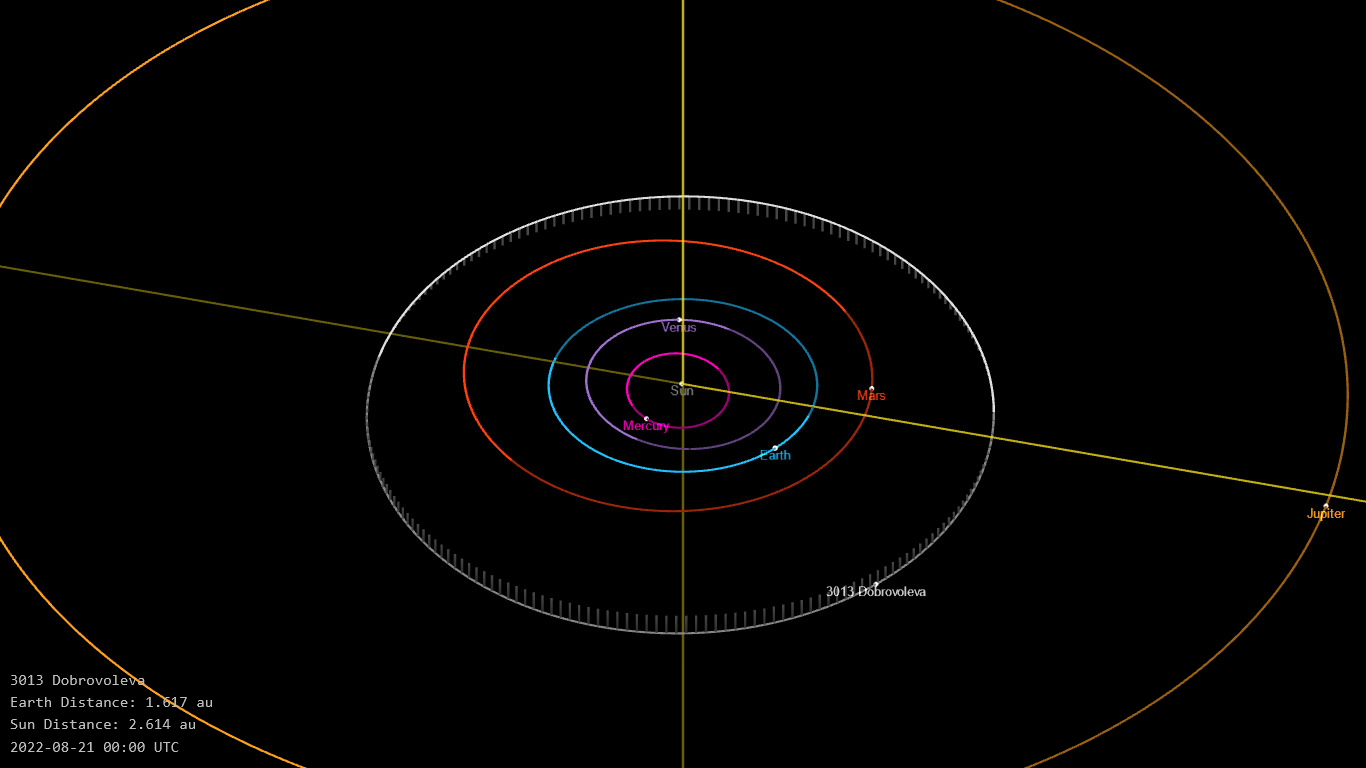
Орбита астероида Доброволева и его положение в Солнечной системе

## Физические характеристики
Из наблюдений телескопа VISTA следует, что астероид относится к таксономическому классу Cgx.
По результатам наблюдений в инфракрасном диапазоне орбитальной обсерватории IRAS и наблюдений в видимом и ближнем инфракрасном диапазоне космического телескопа NEOWISE диаметр астероида сначала оценивался равным 11,02±0,8 км, позже — 10,588±0,040 км, 10,93±2,87 км, 8,09±2,79 км, 9,445±2,377 км, 8,03±1,75 км, 10,19±3,64 км и 9,12±2,39 км. Согласно тем же источникам альбедо оценивается как 0,0696±0,012, 0,0602±0,0062, 0,05±0,04, 0,07±0,06, 0,0435±0,0282, 0,060±0,006, 0,075±0,055, 0,037±0,031 и 0,058±0,035.